# 中國電視工程傳習所
中國電視工程傳習所是台灣第一家電視工程技術訓練所，創立於1958年，其成員於1961至1962年間參與設立台灣第一家無線電視台（教育電視廣播電台）及第一家商業電視台(台灣電視公司)，是台灣電視事業早期發展階段的技術人員培訓機構。

## 創設
中華民國教育部長張其昀在1956年宣布政府計畫設立電視台，希望以電視教學解決校舍及師資不足的問題。。私立世界新聞學校隨即於1957年開辦電視廣播課程，迎接即將到來的電視時代，但課程內容為電視新聞採訪編輯，並不包含工程技術項目。
曾就讀海軍機械學校電機科的俞祖禎在1956年開始自行學習電子電機知識，並接受教育部委託翻譯英文電視工程教科書，隨即於1958年設立中國電視工程傳習所，專門傳授電視工程技術。

## 影響
中國電視工程傳習所設址於台北市長安東路2段102號，第一期於1958年2月24日開訓，由俞祖禎傳授所有課程。最初僅招收工程科，課程包括電視學原理及設備器材之裝配維修，每期受訓時間為18個月。至1962年結束授課為止，該所先後開設三期工程科及一期導播科，結業學生多數成為創辦台灣電視事業或者相關電子工業之人才。
中國電視工程傳習所師生開始與交通大學電子研究所合作籌設教育實驗廣播電視台於1962年2月份開始發射電視訊號，成為台灣地區第一個開播的無線電視台。該所另有部分學員參加台灣電視公司籌設工作，並於1962年10月10日開播後繼續於該電視台擔任重要職位，如張正傑歷任台視工程部、節目部及資訊中心主管，羅朝樑是台視首任編審組長，林登義在台視擔任導播超過30年。